# Agoliinus morii
Agoliinus morii är en skalbaggsart som beskrevs av Takeshiko Nakane 1983. Agoliinus morii ingår i släktet Agoliinus och familjen Aphodiidae. Inga underarter finns listade i Catalogue of Life.